# Гинеа, Ансельмо
Ансельмо Гвинеа и Угальде (исп. Anselmo Guinea; 1 апреля 1854, Бильбао, Страна Басков, Испания — 10 июня 1906, Бильбао, Страна Басков, Испания) — испанский живописец баскского происхождения.

## Биография

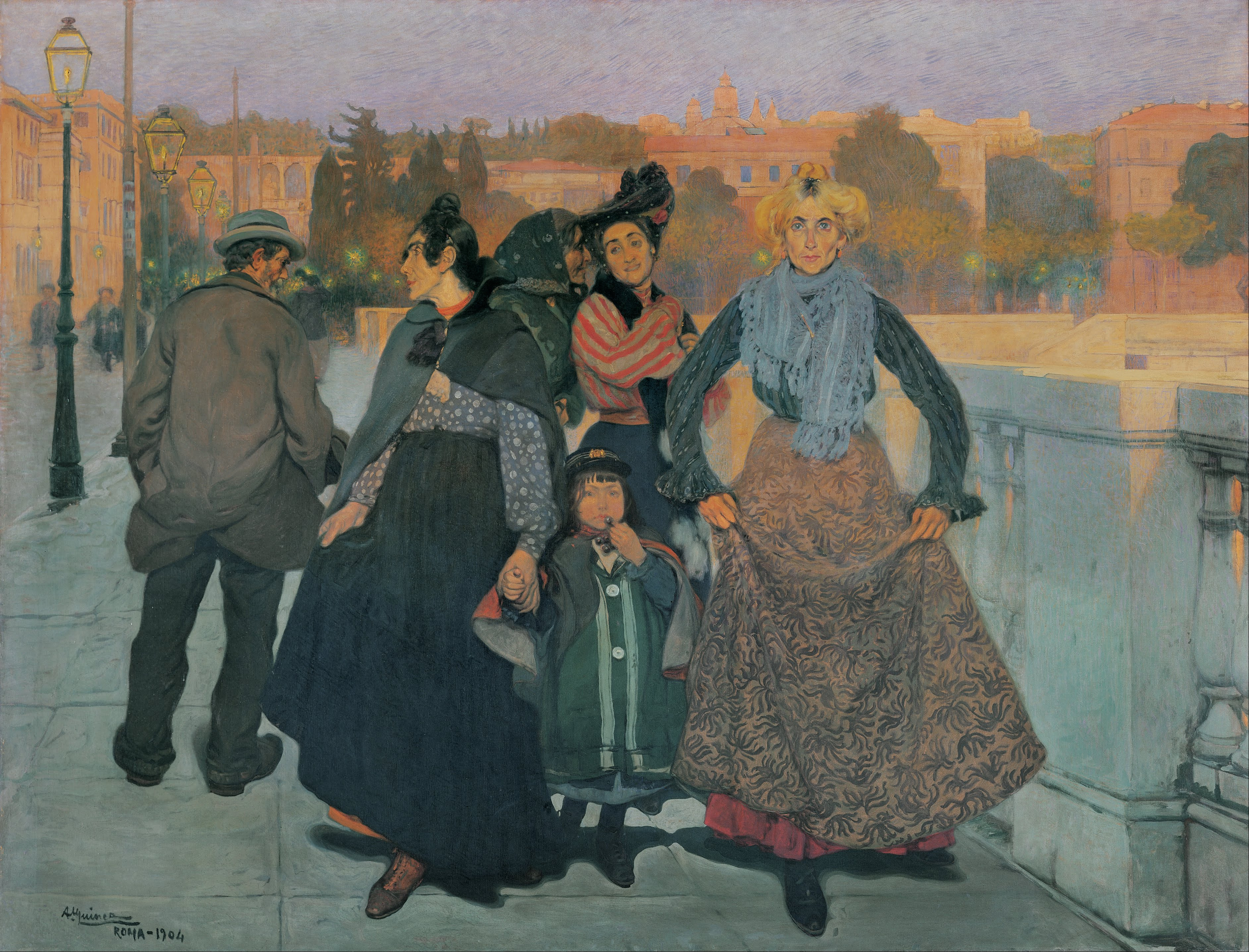
Римские женщины, 1904

Родился в Бильбао. Переехал в Мадрид, где учился в Школе живописи и скульптуры, позже под руководством Федерико Мадрасо. В 1876 году вернулся на родину. Работал в Школе искусств и ремёсел. В 1890 году отправился в Париж, где учился в Академии Гервейкса и увлёкся импрессионизмом. Позже учился в Риме.
Выставлялся на Национальной выставке изящных искусств Испании в 1884, 1895, 1897 и 1899 годах. Организовал две выставки в Бильбао (1882, 1894), в 1890 году участвовал в Международной выставке в Барселоне, в 1898 году организовал барселонский городской художественный музей.

## Награды
- Золотая медаль на Провинциальной выставке в Бискайе (Бильбао, 1882);
- Бронзовая медаль Национальной выставки изобразительных искусств (Мадрид, 1884)
- Серебряная медаль Муниципальной выставки музеев в Барселоне (1898).

## Галерея

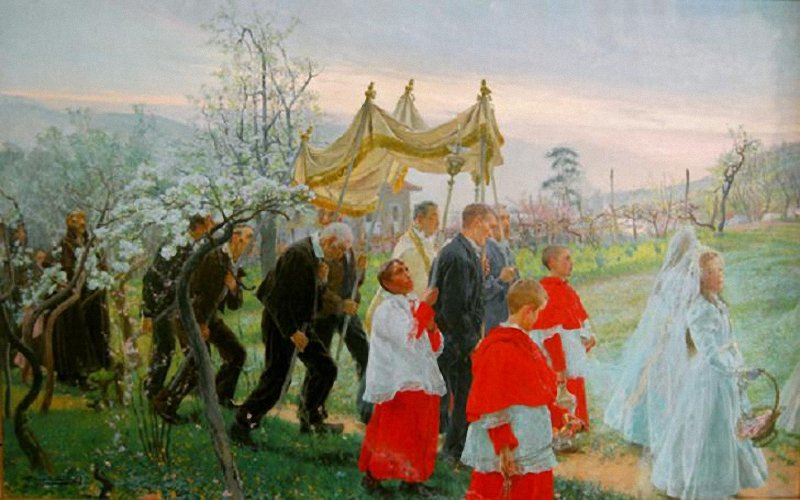
Пасха
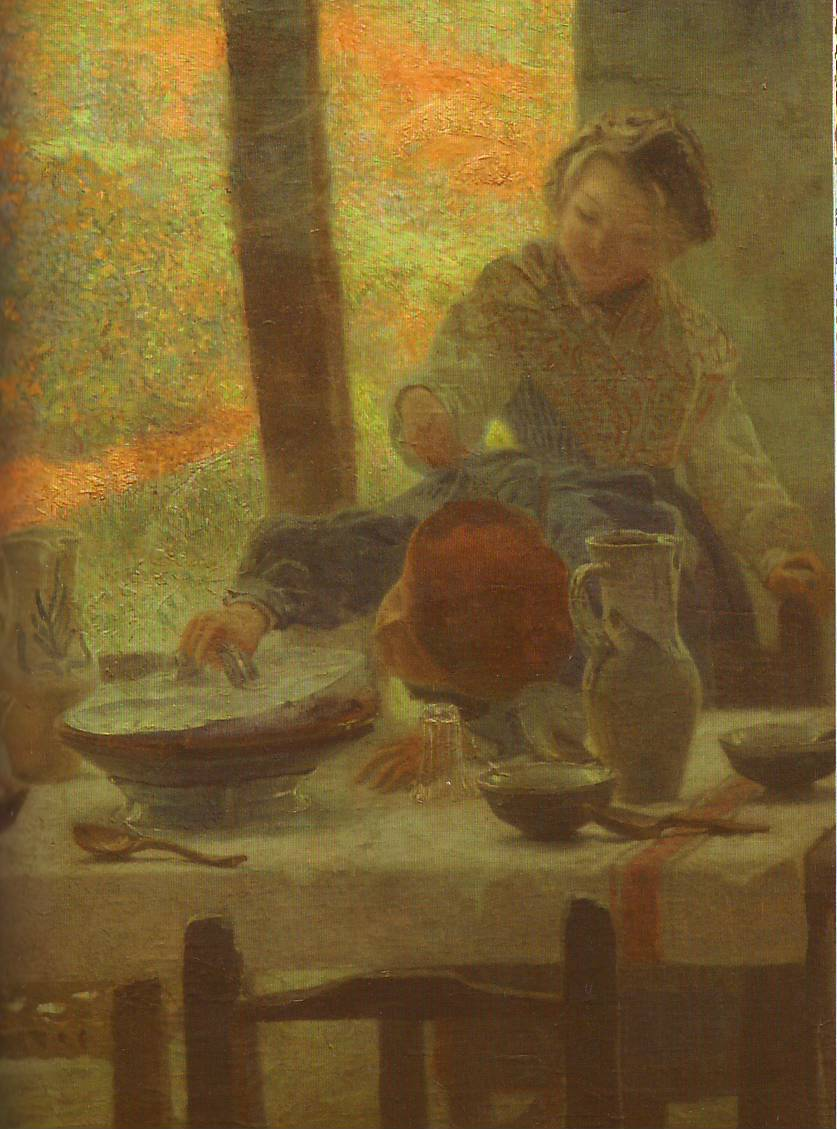
Cristiano, 1897
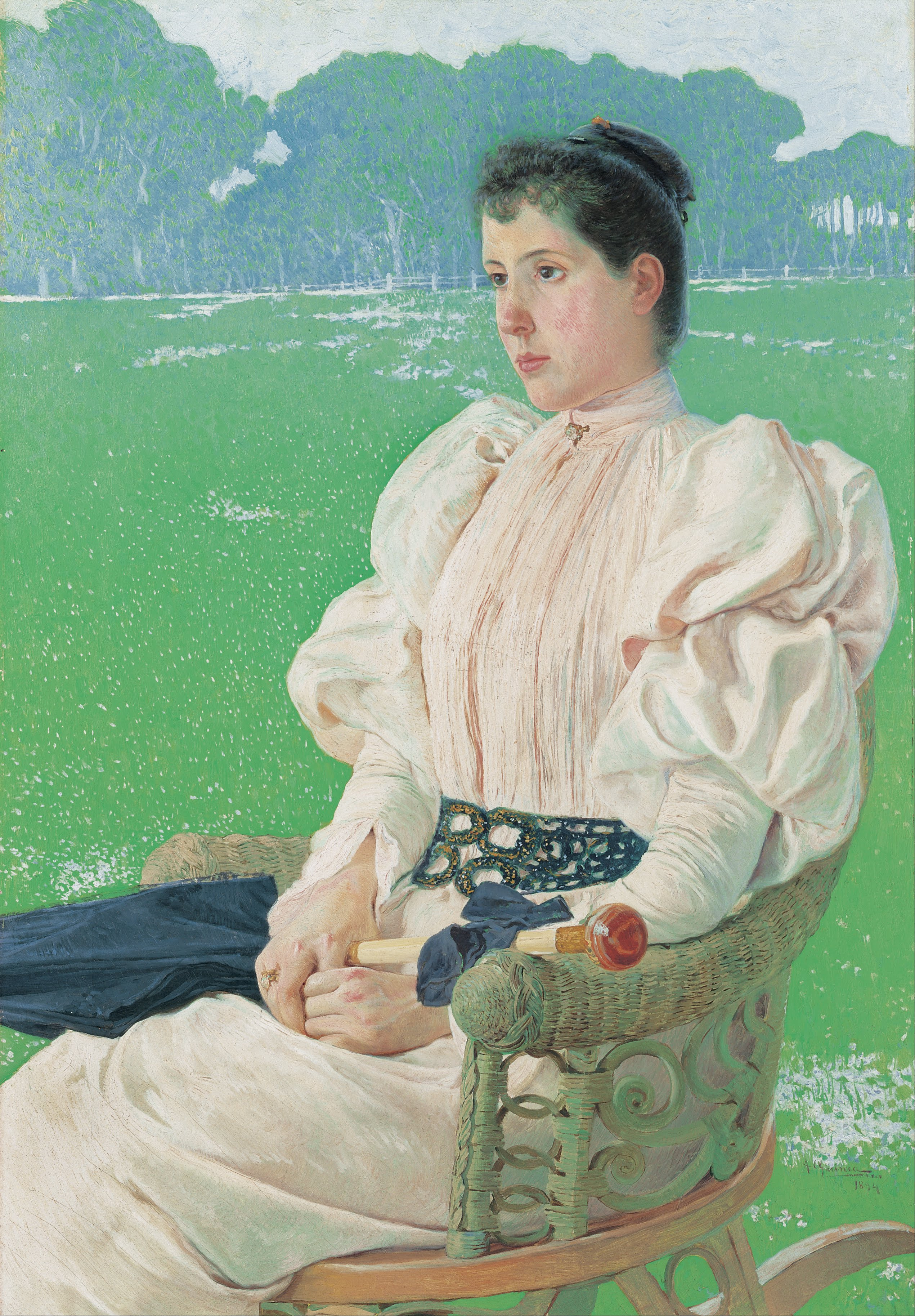
Женский портрет, 1894 г.
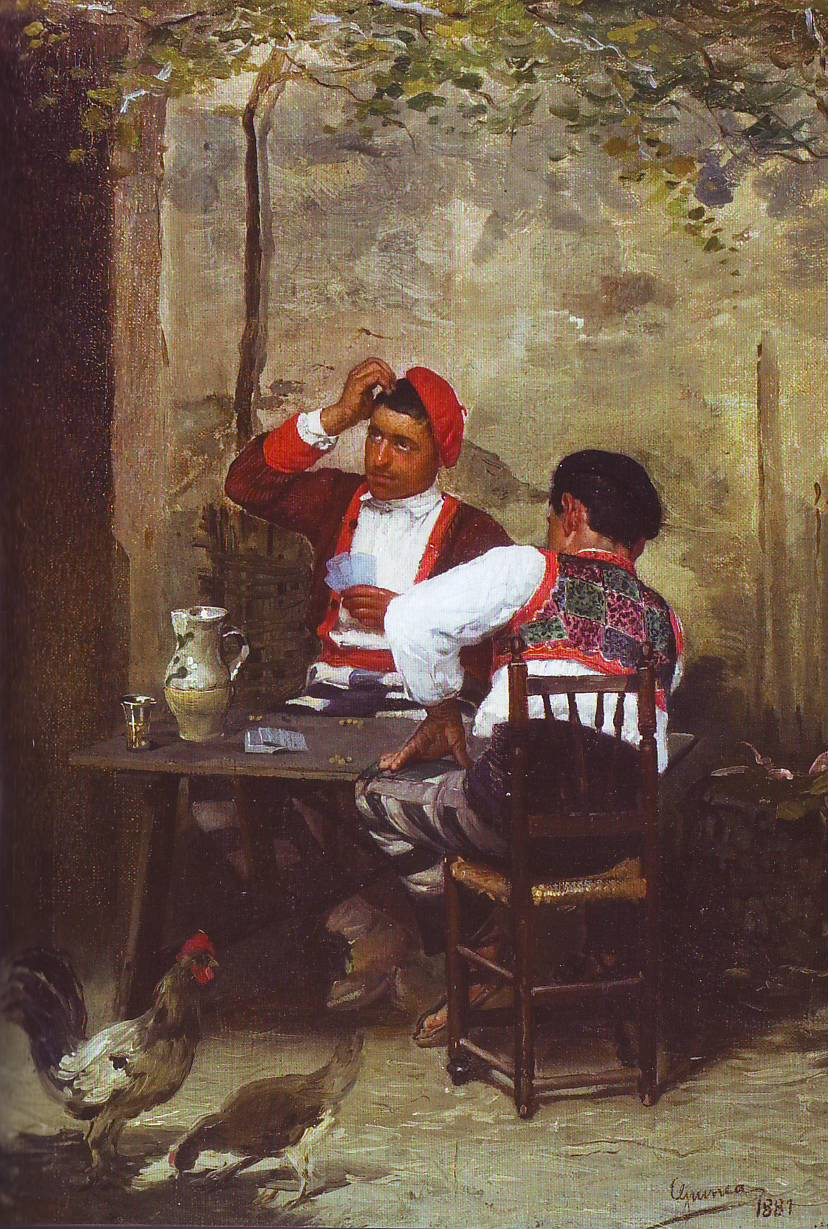
Игроки в карты, 1881